# Лучье
Лучье (бел. Лучча), иногда также Луч — деревня в Червенском районе Минской области Беларуси. Входит в состав Ляденского сельсовета.

## Географическое положение
Расположена в 13 километрах к юго-востоку от Червеня, в 75 км от Минска, в 28 км от железнодорожной станции Пуховичи линии Минск—Осиповичи, на автодороге Червень—Якшицы.

## История
Населённый пункт упоминается с XIX века как усадьба Лучье в составе Юровичской волости Игуменского уезда Минской губернии. Согласно переписи населения Российской империи 1897 года, здесь было 2 двора, проживали 20 человек. На 1917 год 3 двора и 29 жителей. 20 августа 1924 года деревня Лущье (бел. Лушча) вошла в состав вновь образованного Колодежского сельсовета Червенского района Минского округа (с 20 февраля 1938 — Минской области). Согласно переписи населения СССР 1926 года насчитывалось 3 двора, проживали 36 человек. На 1960 год в составе Ляденского сельсовета, здесь насчитывалось 34 жителя. В 1980-е годы деревня относилась к совхозу «Горки». На 1997 год здесь было 4 дома и 4 жителя. На 2013 год круглогодично обитаем 1 дом, постоянно проживает 1 человек.

## Население
- 1897 — 2 двора, 20 жителей
- 1917 — 3 двора, 29 жителей
- 1926 — 3 двора, 36 жителей
- 1960 — 34 жителя
- 1997 — 4 двора, 4 жителя
- 2013 — 1 двор, 1 житель